# 倭隋
倭 隋（わ ずい、生没年不詳）は、5世紀前半（古墳時代中期）の倭の人物。倭王珍（倭の五王の1人）の臣。

## 記録
中国歴史書の『宋書』文帝紀 元嘉15年（438年）己巳条および夷蛮伝倭国の条（宋書倭国伝）や『南史』「巻69「列伝79」夷貊下東夷伝倭国条によれば、珍が宋に遣使貢献して「安東将軍 倭国王」に除正された際、珍は倭隋ら13人に対する平西・征虜・冠軍・輔国将軍号の除正も求め、文帝は詔して全て認めたという。

## 考証
倭隋の詳細は明らかでないが、倭王と共通する「倭」姓であるため、ヤマト王権内では王族将軍が支持基盤であった様子が示唆される。ただし平西将軍は安東将軍と同じ第三品で、品内でも1階しか違わない点が注意される。このことから、当時の倭では卑弥呼と男弟の関係のように王と同程度の人物が補佐する統治構造であったとする説があり、その様子と百舌鳥古墳群・古市古墳群或いは佐紀盾列古墳群の並立との対応をみる説もある。
また、高句麗王・百済王・倭王の場合は「征東・鎮東・安東」など中国の視点の将軍号であるが、倭隋の場合は「平西」という倭の視点の将軍号になる点についても注意される。これを、安「東」将軍と平「西」将軍の二大巨頭の下に征虜・冠軍・輔国将軍を置いた統治機構と見なす説もある。
そのほか、倭の五王においては珍・済を別人と考える場合、続柄が明らかでないが、珍・済が別々の勢力（百舌鳥古墳群・古市古墳群）であるとして、済は倭隋の系統とする説がある。
なお、倭の五王の一連の記事において倭王以外で名称の記載があるのは、倭隋のほか倭王讃の臣の司馬曹達のみになる。